# Molí d'oli d'Abella

El Molí d'oli d'Abella, respecte del terme d'Abella de la Conca

El Molí d'oli d'Abella és un antic molí d'oli del terme municipal d'Abella de la Conca, pertanyent al mateix poble cap del municipi, a la comarca del Pallars Jussà.
Està situat al fons de la vall del riu d'Abella, a la seva dreta, a prop i al sud-oest de Cal Miquelet. És a la part central de la partida de La Planta Gran.

## Etimologia
Es tracta d'un topònim romànic de caràcter descriptiu: és el molí d'oli del poble d'Abella de la Conca, que donava servei a la major part de pagesos d'aquest poble.